# Conte di Winchester
Conte di Winchester fu un titolo nobiliare creato tre volte in Inghilterra durante il Medioevo.
Il primo conte fu Saer de Quincy, che ricevette la contea nel 1207 / 8 dopo che sua moglie ereditò la metà delle terre del Beaumont dai conti di Leicester. Il titolo si estinse nel 1265, alla morte senza eredi maschi del figlio di Saer Roger de Quincy.
Nel 1322 Edoardo II d'Inghilterra creò l'anziano Hugh le Despenser conte di Winchester, che si estinse dopo l'esecuzione di questi capitale nel 1326.
Durante il suo esilio nel 1470-71 Edoardo IV d'Inghilterra era stato ospite di un nobile fiammingo, Louis de Bruges . Dopo il ritorno di Edoardo al trono Louis fu ricompensato con la contea di Winchester. Suo figlio però rinunciò al titolo e lo restituì alla corona nel 1500.
In epoca medievale il nome delle contee erano strettamente associate con quello della capitale; i Conti di Winchester erano infatti a volte indicati come conti di Southampton (Winchester è il capoluogo della contea di Hampshire, che in quei giorni era conosciuta come Contea di Southampton o Southamptonshire).

## Prima creazione
- Saer de Quincy (?-1219)
- Roger de Quincy (?-1265)

## Seconda creazione
- Hugh le Despenser, I conte di Winchester (?-1326)

## Terza creazione
- Lewis de Bruges, I conte di Winchester (1427–1492)
- John de Bruges, II conte di Winchester (1458–1512)